# Passeport vénézuélien
Le passeport vénézuélien est un document de voyage international délivré aux ressortissants vénézuéliens, et qui peut aussi servir de preuve de la citoyenneté vénézuélienne. 

## Liste des pays sans visa ou visa à l'arrivée
- Grèce[réf. nécessaire]
- St Kitts et Nevis

Voyage sans visa pour les citoyens de Venezuela
Si vous avez un passeport de Venezuela, vous pouvez visiter ces pays sans obtenir un visa avant votre voyage:
Voyage sans visa pendant 6 mois
Royaume-Uni
Voyage sans visa pendant 183 jours
Pérou
Voyage sans visa pendant 180 jours
Mexique
Panama
Voyage sans visa pendant 4 mois
Fidji
Voyage sans visa pendant 3 mois
Argentine
Bahamas
Dominique
Honduras
Hong-Kong
Irlande
Kenya1
Maroc
Uruguay
1Prix pour les visas à l'arrivée: USD50.
Entrée sans visa dans l'espace Schengen pendant 90 jours de toute période de 180 jours
Allemagne
Autriche
Belgique
Danemark
Espagne
Estonie
Finlande
France
Grèce
Hongrie
Islande
Italie
Lettonie
Liechtenstein
Lituanie
Luxembourg
Malte
Monaco
Norvège
Pays-Bas
Pologne
Portugal
République Tchèque
Slovaquie
Slovénie
Suède
Suisse
Voyage sans visa pendant 90 jours
Afrique du Sud
Bolivie
Bosnie-Herzégovine
Botswana
Chili
Colombie
Corée du Sud
Guatemala
Nicaragua1
Paraguay
Russie
Zambie2
1Prix pour les visas à l'arrivée: USD10.
2Prix pour les visas à l'arrivée: USD50.
Voyage sans visa pendant 60 jours
Brésil
Voyage sans visa pendant 1 mois
Antigua et Barbuda
Belize
Liban
Malaisie
Voyage sans visa pendant 30 jours
Costa Rica
Égypte1
1Prix pour les visas à l'arrivée: USD15.
Voyage sans visa pendant 28 jours
Barbados
Voyage sans visa pendant 21 jours
Philippines
Autres destinations